# Anita Kulcsár
Anita Kulcsár (n. 2 octombrie 1976, în Szerencs – d. 19 ianuarie 2005, între Pusztaszabolcs și Velence) a fost o mare jucătoare de handbal din Ungaria. Kulcsár a devenit componentă a echipei naționale de handbal feminin a Ungariei începând din 1996. Ea și-a început cariera handbalistică la clubul Kölcsey DSE din Nyíregyháza, apoi a jucat la Győri Audi ETO KC, Alcoa FKC și Dunaferr NK.
Anita Kulcsár a murit într-un accident de mașină pe 19 ianuarie 2005, la vârsta de 28 de ani.
De la moartea handbalistei, municipalitatea din Dunaújváros organizează în fiecare an Competiția Memorială Anita Kulcsár, în onoarea ei.

## Palmares
- Liga Națională a Ungariei:
  -  Câștigătoare: 2004
  -  Medaliată cu argint: 1998, 2000
  -  Medaliată cu bronz: 1999, 2001

- Cupa Ungariei:
  -  Câștigătoare: 2004
  - Medaliată cu argint: 2000

- Cupa EHF:
  - Finalistă: 1999

- Jocurile Olimpice:
  -  Medaliată cu argint: 2000

- Campionatul European:
  -  Câștigătoare: 2000
  -  Medaliată de bronz: 1998, 2004

- Campionatul Mondial:
  -  Medaliată cu argint: 2003

## Premii
- Cel mai bun jucător al anului-IHF: 2004